# Prvenstvo Jugoslavije u hokeju na travi 1960.
Jugoslavensko prvenstvo u hokeju na travi za 1960. godinu je osvojio Elektrostroj iz Zagreba.

## Ljestvica
| mj. | klub                | ut. | pob. | rem. | por. | po.g | pr.g | bod |
| --- | ------------------- | --- | ---- | ---- | ---- | ---- | ---- | --- |
| 1.  | Elektrostroj Zagreb | 2   | 1    | 1    | 0    | 3    | 1    | 3   |
| 2.  | Jedinstvo Zagreb    | 2   | 1    | 1    | 0    | 3    | 2    | 3   |
| 3.  | Čukarički Beograd   | 2   | 0    | 0    | 2    | 1    | 4    | 0   |